# Градостроительный план земельного участка
Градостроительный план земельного участка (ГПЗУ) — вид документации по планировке территории. Подготовка градостроительных планов земельных участков осуществляется применительно к застроенным или предназначенным для строительства, реконструкции объектов капитального строительства (за исключением линейных объектов) земельным участкам.
Градостроительный план земельного участка выполняет информационную функцию: в нём должна быть консолидирована информация обо всех строительных характеристиках предназначенного для застройки земельного участка и имеющихся в отношении него строительных 
ограничениях. Градостроительный план земельного участка соответствующие строительные характеристики и ограничения в отношении 
земельного участка не утверждает, а лишь воспроизводит.

## Назначение градостроительного плана земельного участка
Понятие градостроительного плана земельного участка введено Градостроительным кодексом РФ от 29.12.2004 N 190-ФЗ.
Градостроительный план земельного участка по существу представляет собой выписку из правил землепользования и застройки, проекта планировки и проекта межевания территории квартала (микрорайона) применительно к конкретному земельному участку, в которой указывается информация о строительных характеристиках предназначенного для застройки участка и имеющихся в отношении него строительных ограничениях. При этом градостроительный план не устанавливает соответствующие характеристики, а лишь воспроизводит те из них, которые определены в перечисленных актах в отношении территории, на которой расположен данный участок.
Градостроительный план земельного участка относится к градостроительной документации и является документом, в котором зафиксирована информация, позволяющая её идентифицировать; как документ не устанавливает каких-либо прав и ограничений, а определяет информацию как сведения и тем самым обеспечивает её сохранение и накопление, возможность передачи другому лицу, многократное использование, возвращение к информации во времени.
Градостроительный план земельного участка необходим для разработки проектной документации для строительства или реконструкции объектов капитального строительства; выдачи разрешения на строительство; выдачи разрешения на ввод объекта в эксплуатацию (за исключением объектов индивидуального жилищного строительства, ввод в эксплуатацию которых не производится до 01 марта 2018 года (Федеральный закон от 28 февраля 2015 г. № 20-ФЗ "О внесении изменений в отдельные законодательные акты Российской Федерации").

## Состав градостроительного плана земельного участка
В составе градостроительного плана земельного участка указываются:
1) границы земельного участка;
2) границы зон действия публичных сервитутов;
3) минимальные отступы от границ земельного участка в целях определения мест допустимого размещения зданий, строений, сооружений, за пределами которых запрещено строительство зданий, строений, сооружений;
4) информация о градостроительном регламенте (в случае, если на земельный участок распространяется действие градостроительного регламента). При этом в градостроительном плане земельного участка, за исключением случаев предоставления земельного участка для государственных или муниципальных нужд, должна содержаться информация о всех предусмотренных градостроительным регламентом видах разрешенного использования земельного участка;
5) информация о разрешенном использовании земельного участка, требованиях к назначению, параметрам и размещению объекта капитального строительства на указанном земельном участке (в случаях, если на земельный участок не распространяется действие градостроительного регламента или для земельного участка не устанавливается градостроительный регламент);
6) информация о расположенных в границах земельного участка объектах капитального строительства, объектах культурного наследия;
7) информация о технических условиях подключения (технологического присоединения) объектов капитального строительства к сетям инженерно-технического обеспечения (далее - технические условия);
8) границы зоны планируемого размещения объектов капитального строительства для государственных или муниципальных нужд;
9) информация о возможности или невозможности разделения земельного участка на несколько земельных участков.
Форма градостроительного плана земельного участка и Инструкция о порядке заполнения формы градостроительного плана земельного участка утверждены Министерством регионального развития  Российской Федерации.

## Подготовка и выдача градостроительного плана земельного участка
Подготовка градостроительного плана земельного участка осуществляется в составе проекта межевания территории или в виде отдельного документа.
Подготовка и выдача градостроительного плана земельного участка осуществляется по заявлению собственника земельного участка и является обязанностью уполномоченного органа, не обусловленной необходимостью обоснования целей истребования градостроительного плана и требованием о предоставлении заявителем каких-либо документов, за исключением тех, которые связаны с возможностью идентификации обратившегося лица.
В случае, если физическое или юридическое лицо обращается в орган местного самоуправления с заявлением о выдаче ему градостроительного плана земельного участка, не требуется проведение процедуры публичных слушаний. Орган местного самоуправления в течение двадцати дней со дня поступления указанного обращения осуществляет подготовку градостроительного плана земельного участка и утверждает его. Орган местного самоуправления предоставляет заявителю градостроительный план земельного участка без взимания платы.